# Marion County, Florida
Marion County är ett administrativt område i delstaten Florida, USA, med 331 298 invånare. Den administrativa huvudorten (county seat) är Ocala.

## Geografi
Enligt United States Census Bureau har countyt en total area på 4 307 km². 4 089 km² av den arean är land och 218 km² är vatten.

### Angränsande countyn
- Putnam County, Florida - nordöst
- Volusia County, Florida - öst
- Lake County, Florida - sydöst
- Sumter County, Florida - syd
- Citrus County, Florida - sydväst
- Levy County, Florida - väst
- Alachua County, Florida - nordväst